# Angelo Rossi (1838-1913)
Angelo Rossi (Oneglia, 5 aprile 1838 – Torino, 10 dicembre 1913) è stato un politico italiano.
Fu senatore del Regno d'Italia nella XVII legislatura.
Massone, nel 1907 fu radiato con Edoardo Daneo, Tommaso Villa e Giacinto Cibrario dal Grande Oriente d'Italia per aver promosso un blocco moderato a Torino contro l'avanzata radical-socialista nelle elezioni amministrative . 